# Илия Атанасов
Илия Цветанов Атанасов е български офицер, генерал-лейтенант, участник в Балканската (1912 – 1913), Междусъюзническата (1913), командир на дружина през Първата световна война (1915 – 1918) и началник на 4-та военноинспекционна област (1931), деец на Българските акционни комитети.

## Биография
Илия Атанасов е роден на 20 юли 1877 г. в Плевен. През 1899 г. завършва Военното на Негово Княжеско Височество училище и е произведен в чин подпоручик. Служи в 15-и и пехотен ломски полк. През 1903 г. е произведен в чин поручик, а на 31 декември 1906 в чин капитан. На 21 март 1909 се ражда дъщеря му Сидония. Взема участие в Балканската (1912 – 1913) и Междусъюзническата война (1913), като на 14 юли 1913 е произведен в чин майор.
По време на Първата световна война (1915 – 1918) майор Атанасов служи като командир на дружина от 17-и пехотен доростолски полк. Съгласно заповед № 679 от 1921 г. по Действащата армия „за бойни отличия и заслуги във войната“ е награден с Военен орден „За храброст“ IV степен 1 клас.
На 5 април 1920 г. е произведен в чин полковник, а съгласно заповед № 355 от 1921 г. по Министерството на войната за бойни отличия и заслуги във войната“ е награден с Царски орден „Св. Алексанър“ IV степен с мечове в средата.
Служи като началник на плевенското военно окръжие, като интендант на 6-и пехотен полк, помощник командир на 6-и пехотен полк и към канцеларията на Министерството на войната. През 1927 г. полковник Атанасов е назначен за началник на 6-а пехотна бдинска дивизия. По негова идея през 1927 г. започва събирането на дарения за създаването на Плевенския военен дом, като за 5 години са събрани почти 10 милиона лева. Основният камък на военния дом е положен на 9 октомври 1932 г., а на 19 декември 1934 е осветен.
На 3 септември 1930 г. е произведен в чин генерал-майор, а от 1931 г. е началник на канцелария в Министерството на войната. През 1931 г. е назначен за началник на 4-та военноинспекционна област, на 30 април 1933 е произведен в чин генерал-лейтенант и същата година е уволнен от служба.
Генерал-лейтенант Илия Атанасов е женен и има 4 деца. Дъщеря му Сидония Атанасова е художничка графичка, а синът му Славомир е офицер (капитан), участник във Втората световна война (1941 – 1945).

## Военни звания
- Подпоручик (1899)
- Поручик (1903)
- Капитан (31 декември 1906)
- Майор (14 юли 1913)
- Подполковник (16 март 1917)
- Полковник (5 април 1920)
- Генерал-майор (2 септември 1928)
- Генерал-лейтенант (30 април 1933)

## Образование
- Военно на Негово Княжеско Височество училище (до 1899)

## Награди
- Военен орден „За храброст“ IV степен 1 клас (1917)
- Царски орден „Св. Алексанър“ IV степен с мечове в средата (1921)